# Ouderwets (Asimov)
Ouderwets is een sciencefictionverhaal geschreven door de Amerikaan Isaac Asimov, dat voor het eerst te lezen was in februari 1976. Het verzoek tot dit verhaal kwam van Kim Armstrong, uitgever van het blad Bell Telephone Magazine. Hij zocht een verhaal van maximaal 3000 woorden, dat 'problemen binnen communicatie' als thema heeft. 

## Het verhaal
Twee kompels in een planetoïdengordel raken geïsoleerd als hun ruimteschip door een planetoïde met omringend gruis wordt getroffen. De reden daarvoor wordt al snel duidelijk: ze zijn in een stroom terechtgekomen rondom een zwart gat in die gordel. De twee "mijnwerkers" raken ernstig gewond en alle computerfuncties, inclusief die voor communicatie zijn verloren gegaan. De twee werkers zullen omkomen als er niet snel een oplossing wordt gevonden. Wat tevens meespeelt is dat ze dat zwarte gat dan wel ontdekt hebben, maar er niemand over kunnen berichten, laat staan iemand kunnen waarschuwen. Estes vindt een oplossing. Hij gooit stenen/steentjes in het zwarte gat, waardoor deze ioniserende straling uitgeeft. Deze zal niet altijd opvallen tussen komische ruis, maar door het een bepaald herhalend patroon mee te geven, zal het zeker ergens opgepakt worden. Het patroon is •••---•••, het ouderwetse Morsecode voor SOS. Na vijf dagen is er redding.        